# Derib
Derib, seudónimo de Claude de Ribaupierre, nacido el 8 de agosto de 1944 en La Tour-de-Peilz, en Suiza, es un guionista y dibujante suizo de historietas. Es hijo de François de Ribaupierre, un reconocido artista, pintor, y escultor, del cantón suizo de Vaud.
Claude de Ribaupierre siempre fue un entusiasta de la cultura originaria de América y de su gente, por lo que no debe extrañar que sea autor de varias historietas como Yakari y Buddy Longway, así como de una importante saga indigenista de dos épocas : El que nació dos veces y Red Road.
Derib igualmente creó historietas orientadas a ayudar a la juventud en dificultades : Jo (prevención del sida), No limits (prevención de la violencia juvenil), y también Pour toi Sandra (prevención de la prostitución).

## Carrera profesional
Tomó contacto y aprendió los secretos de la BD con Pierre Culliford (Peyo) en Bruselas, donde colaboró con las planchas de Los Pitufos, y donde también publicó varias planchas suyas en el magacín Le Journal de Spirou, así como en Le Journal de Tintin y Pilote.
Hizo amistad y trabajó con André Franquin (Gaston Lagaffe, Spirou et Fantasio), y también con Jijé (Jerry Spring), con Jean Roba (Boule et Bill), y con Bob de Moor (colaborador de Hergé).
A la edad de 22 años, creó el personaje Yakari (que tomó vida gracias a los guiones de Job). En 1969 se publicaron Les Aventures de Pythagore et cie y Le grand-duc fort en maths. Al comienzo de los años 1970, Derib creó Les Ahlalaaas, pequeños personajes peludos y chistosos, y por su parte en 1974 creó el trampero Buddy Longway.
En 1981 comenzó una importante y larga saga realista que tituló Celui qui est né deux fois, relativa a la cultura amerindia. Y en 1988 creó la serie Red Road, continuación de la saga pero ambientada en la época contemporánea.
En 1991 publicó Jo, obra mayor de 80 páginas consagrada a la sensibilización de los jóvenes respecto del sida.
Las obras de Derib han sido traducidas a 16 diferentes idiomas, recibiendo en el año 2004 el Grand Prix de la ville en el Festival BD de Lyz-les-Lannoy, así como en el año 2006 el Prix Astrid Lindgren Memorial Award, y en el año 2007 el Prix de "l'auteur le plus populaire" en el Festival de la BD de Montreuil Bellay. Derib vive actualmente en La Tour-de-Peilz, en el cantón de Vaud, en Suiza.
Actualmente es el presidente de la "Fondation pour la Vie", institución que fundó él mismo en 1989-1990.

## Publicaciones
- Les Ahlalaaas
- Arnaud de Casteloup
- Attila

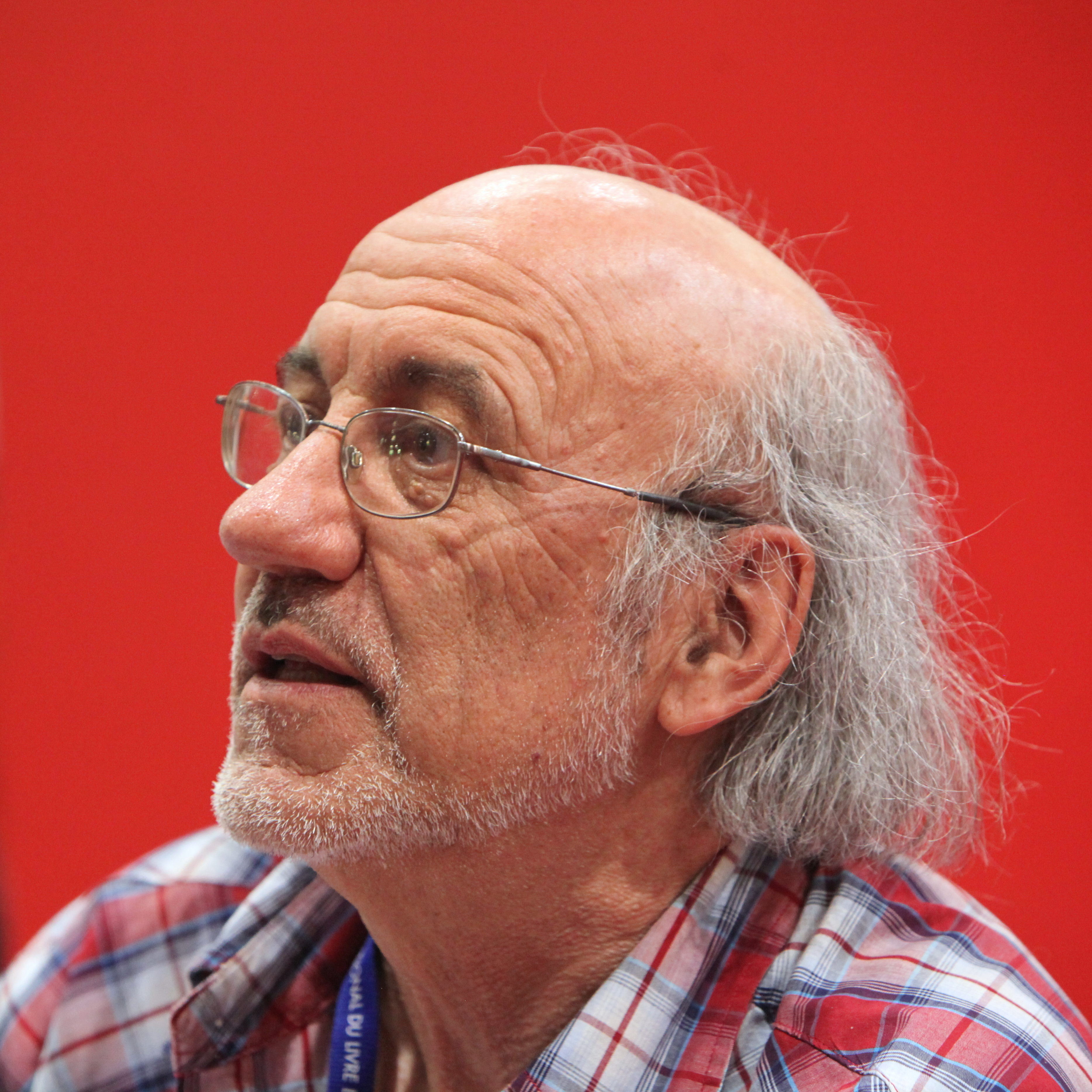
Claude de Ribaupierre en 2011, en el
Salon du Livre 2011, en Génova, Italia.

- Les Aventures de Pythagore et cie (3 tomos)
- Dérapages
- Buddy Longway (20 tomos)
- Go West
- L'Homme qui croyait à la Californie
- Jacky et Célestin
- Jo
- No limits
- Poulain mon ami
- Pour toi Sandra
- Saga Red Road
  - Celui qui est né deux fois (3 tomos)
  - Red Road (4 tomos)
- Tu seras Reine
- Yakari (36 tomos)

## Obras con el seudónimo Derib
- 1983 : Les amis de Buddy Longway, éd. du Lombard, con Jean Giraud (Gir), René Hausman, René Follet, Rosinski...
- 1985 : "Derib, Un créateur et son univers", de Georges Pernin, colección "Nos Auteurs" n° 3, Ed. du Lombard.
- 2011 : "Derib, sous l'œil de Jijé et Franquin", de Jean-Michel y Sonia Vernet, Pierre Yves Lador y Gilles Ratier, colección "Monographie", Ed. Mosquito.